# Rocca di Gusaliggio
La rocca di Gusaliggio è un maniero medievale i cui resti sorgono accanto a uno sperone roccioso nei pressi di Pieve di Gusaliggio, frazione di Valmozzola, in provincia di Parma.

## Storia
L'originaria fortificazione a difesa della Val Mozzola sorse in epoca imprecisata, probabilmente nel XII secolo; nel 1182 l'imperatore del Sacro Romano Impero Federico Barbarossa investì dei diritti sul feudo i Pallavicino.
Nel 1182 l'imperatore del Sacro Romano Impero Federico Barbarossa investì dei diritti sul feudo i Pallavicino. In seguito alla scomparsa del marchese Guglielmo, nel 1227 la rocca di "Gisalecchio" fu ereditata dal figlio Oberto II, che la fece notevolmente ampliare e rinforzare; feroce condottiero dell'imperatore Federico II di Svevia, il marchese vi si ritirò nel 1268 dopo le pesanti sconfitte patite da Carlo I d'Angiò; l'anno seguente, durante l'assedio che il forte subì da parte dei guelfi parmigiani e piacentini, Oberto II vi morì, lasciando al figlio Manfredino i suoi beni; il maniero fu successivamente distrutto durante gli scontri.
In seguito la rocca passò ai marchesi Pallavicino di Pellegrino. Nel 1428 le truppe del duca di Milano Filippo Maria Visconti, guidate dal capitano di ventura Niccolò Piccinino, conquistarono il castello di Pellegrino, arrestando Manfredo Pallavicino; il marchese sotto tortura confessò di aver congiurato contro il duca, che lo condannò a morte, incamerò tutti i suoi beni e nel 1438 li assegnò al Piccinino. Nel 1450 i Pallavicino furono nuovamente investiti del feudo di Gusaliggio, la cui rocca resistette agli attacchi di Alessandro Sforza.
Nel 1472 il duca Galeazzo Maria Sforza assegnò il feudo, dipendente da quello di Pellegrino, al cugino Lodovico Fogliani, marito di Margherita Pallavicino, al quale concesse la facoltà di aggiungere al proprio il cognome Sforza.

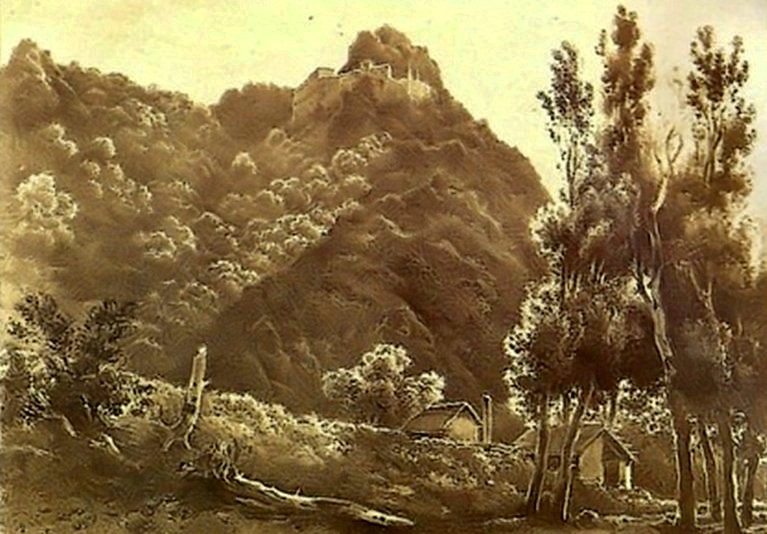
La rocca in un dipinto del XIX secolo

Nel 1526 il castello fu assalito dai due nipoti di Pallavicino Sforza Fogliani, che depredarono il maniero dello zio danneggiandolo pesantemente.
L'ultimo marchese Giovanni Fogliani Sforza d'Aragona, nominato nel 1755 viceré di Sicilia, nel 1759 rinunciò ai propri feudi in favore di Federico Meli Lupi di Soragna, figlio di sua sorella Lucrezia. Nel 1805 il figlio Carlo fu costretto a cedere i suoi beni a causa dei decreti napoleonici relativi all'abolizione dei diritti feudali; l'imponente rocca di Gusaliggio, ormai parzialmente in rovina, fu acquistata dalla famiglia Conti, che, dopo avervi vissuto per alcuni decenni, a causa della scomodità del sentiero che la collegava al paese, ne decise la demolizione, per utilizzare le pietre quale materiale di costruzione del proprio palazzo nei pressi della pieve di Gusaliggio.
Nel 1860 i resti del castello furono acquistati dalla famiglia Sozzi. Completamente abbandonati, caddero in totale rovina, in parte sepolti dalla vegetazione.

## Descrizione

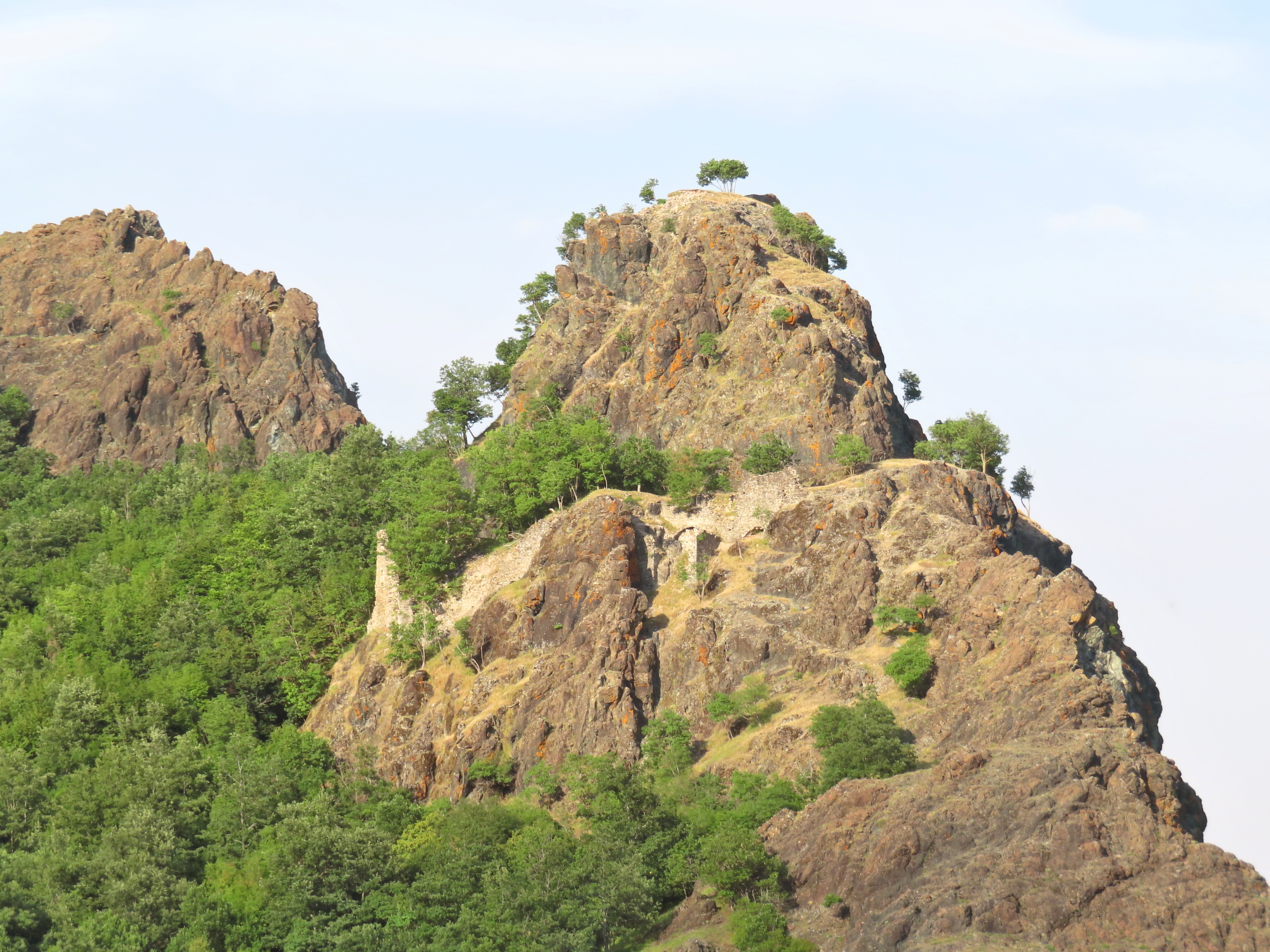
Ruderi della rocca

I resti della rocca sorgono accanto alla cima di uno sperone roccioso ofiolitico alto 200 m, a picco sul torrente Mozzola.
Il possente castello, ampliato in più riprese, si sviluppava attorno a un'ampia corte ed era cinto da mura merlate con vari torrioni; interamente realizzato in massicci blocchi di pietra, si innalzava su vari livelli con numerose sale; il piano terreno, scavato nella roccia, comunicava con un piccolo oratorio affacciato su un piccolo pianoro, a precipizio sulla vallata. Sulla cima dello sperone adiacente, a un dislivello di oltre 40 m, si ergeva un mulino a vento accanto alla cisterna d'acqua del forte.
Oggi della rocca rimangono solo i ruderi di alcuni muri, di archi, dei locali del livello terreno scavati nella roccia e di un torrione a pianta circolare, che, seppur seminascosti dalla vegetazione, forniscono ancora un'idea della grandezza dell'edificio medievale.